# Новоленськ
Новоле́нськ — село в Україні, у Наркевицькій селищній територіальній громаді Хмельницького району Хмельницької області. Населення становить 198 осіб.

## Географія
Село розташоване на правому березі річки Південний Буг.

## Галерея

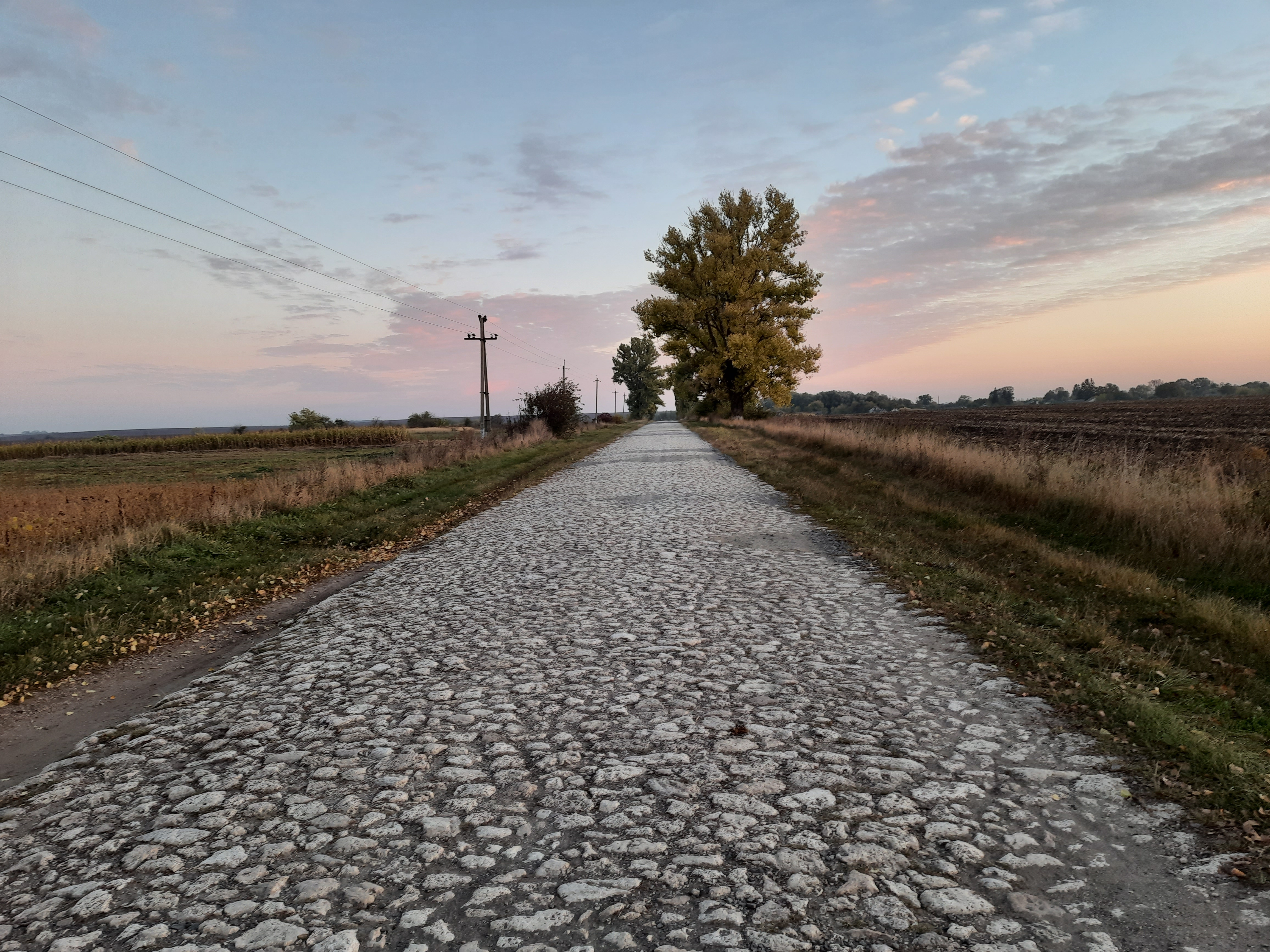
Дорога в село
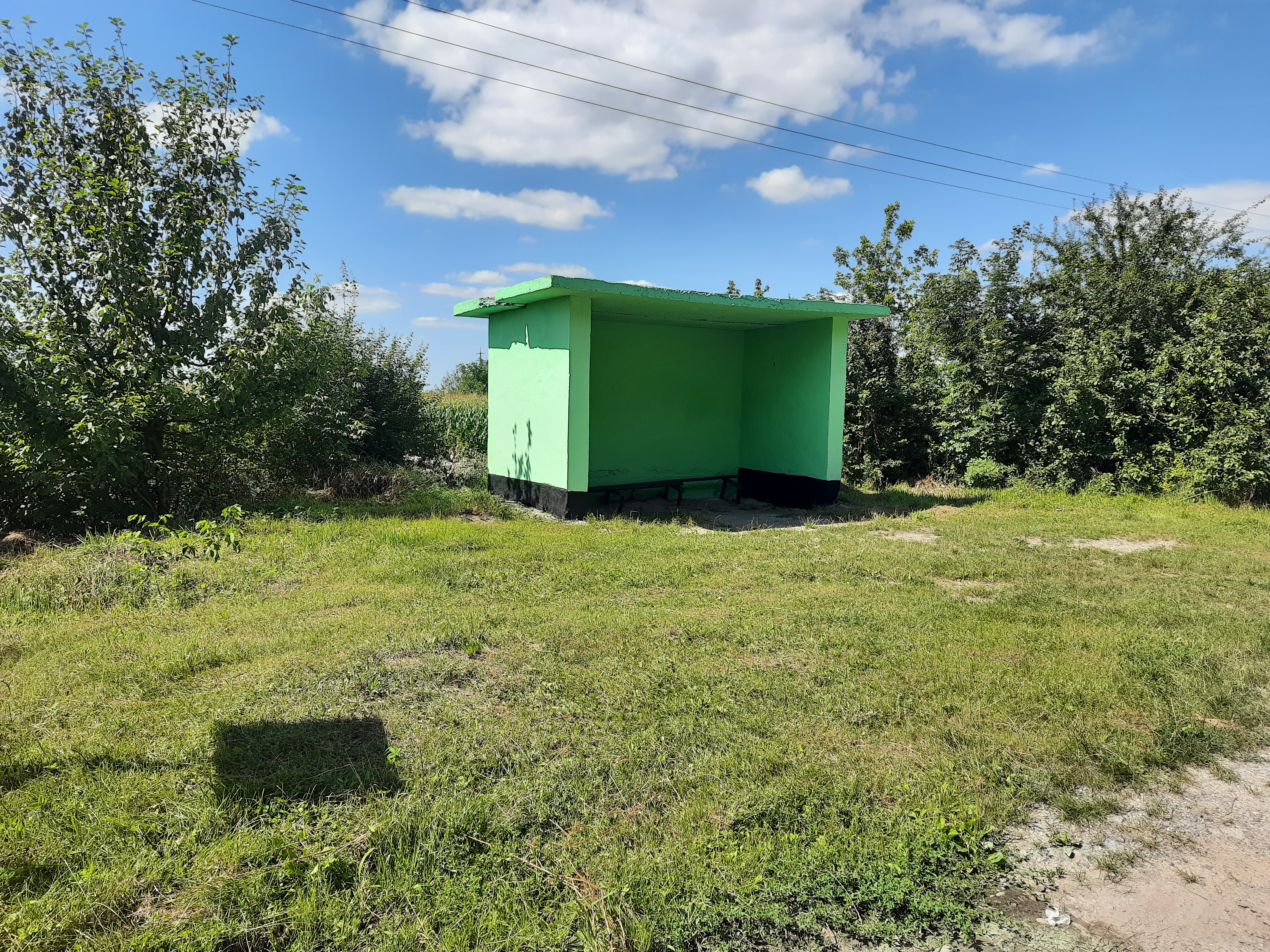
Автобусна зупинка при повороті на село з боку Пахутинців.